# DNS–DNS-hibridizáció
A DNS–DNS-hibridizáció arra a molekuláris biológiai technikára utal, ami két DNS-szekvencia közötti hasonlóság mértékét határozza meg. Általában két faj genetikai távolságának meghatározására használják. Ha több fajt hasonlítanak így össze, a hasonlósági értékek felhasználásával lehetővé válik a leszármazási fa felállítása; így ez a molekuláris rendszertan művelésének egyik módszere.
Charles Sibley és Jon Ahlquist, a módszer úttörői a főemlősök és a madarak (Sibley–Ahlquist-féle madárrendszertan) leszármazási kapcsolatainak felderítésére használták fel azt.
A technikát kritizálók azzal érvelnek, hogy a módszer a közeli rokonságban lévő fajok viszonyainak megállapításában pontatlan eredményeket ad, mivel az ortológ szekvenciák közötti távolságok mérését nagyon megnehezíti az élőlény genomjában tömegesen előforduló paralóg szekvenciák hibridizációja.
Mára a DNS-szekvenálás és a szekvenciák számítógépes összehasonlítása az általánosan használt módszer a genetikai távolság mérésére, bár a hibridizációt a mikrobiológiában ma is alkalmazzák baktériumok azonosítására.

## A módszer leírása
A Sibley és Ahlquist által alkalmazott módszer során összehasonlítják az adott (címkézett) minta önmagával alkotott, illetőleg egy másik fajba tartozó DNS-ével alkotott hibridjeinek olvadáspontját.
A módszer kihasználja, hogy a dezoxiribonukleinsav (DNS)-molekula két szálát gyengén összekötő hidrogénhidak már enyhe melegítésre felbomlanak (ekkora a DNS-szálak belső szerkezete még nem sérül). Lehűléskor pedig a szimpla szálak között újra kialakulnak a hidrogénhidak, ha a két szál szekvenciái egymást éppen kiegészítik.
A folyamat a következőképpen zajlik le. Az összehasonlítandó fajok DNS-ét először kivonják, majd megtisztítják. Eztán a DNS-t rövid szakaszokra tördelik. Ezeknek a fragmentumoknak az elegyét felforralják, majd 50 °C-ra hűtik, ahol az ismétlődő szekvenciák már hibridizálnak, de az scnDNA (egypéldányos kódoló szakasz) nagyobbrészt egyszálú marad. Ezután az oldatot hidroxiapatit-oszlopon vezetik keresztül, ami csak a kettős szálú DNS-t (azaz ezen a ponton a repetitív szekvenciákat) köti meg. Az oszlopról lejövő egyes szálakat megjelölik (radioaktív izotópot (32P, 3H, 14C) vagy kovalens kötéssel színreakciót biztosító molekulatöredéket, esetleg specifikus ellenanyaggal detektálható csoportot építve a nukleinsavba), majd nagy mennyiségű jelöletlen DNS-t adnak hozzá. Ez utóbbi származhat a mintával megegyező fajból, vagy egy másik fajból.
Néhány napig 60 °C-on tartják a keveréket, ez alatt a hasonló szekvenciájú szálak hibridizálódnak. A jelöletlen szálak óriási feleslege miatt a hibrid molekulák vagy teljesen jelöletlenek, vagy az egyik szálukon jelölt, a másikon jelöletlenek lesznek. A mintát ezután újra hidroxiapatit oszlopra viszik fel. Az oszlopot vízfürdőben melegítik 2,5 °C-onként a 60-90 °C-os hőmérsékleti tartományon belül. Minden emelés után lemossák az oszlopról a denaturált DNS-szálakat, azok mennyiségét a hőmérséklet függvényében ábrázolják. A kapott függvény a termikus elúciós profil, amely statisztikai elemzések kiindulópontja.
Egy gyakran alkalmazott eljárás szerint az elúciós profilból kiszámítják azt a hőmérsékleti értéket, amelyen a duplex DNS molekulák fele különválik (Tm = „olvadási hőmérséklet”). Az ugyanabból a fajból származó (homoduplex) DNS molekulák és a hibridizált molekulák (heteroduplex) olvadási hőmérsékletének különbsége, a ΔTm jellemzi a hasonlóság mértékét.

## Fordítás
- Ez a szócikk részben vagy egészben a DNA-DNA hybridization című angol Wikipédia-szócikk ezen változatának fordításán alapul.  Az eredeti cikk szerkesztőit annak laptörténete sorolja fel. Ez a jelzés csupán a megfogalmazás eredetét és a szerzői jogokat jelzi, nem szolgál a cikkben szereplő információk forrásmegjelöléseként.